# Spreuerhofstraße

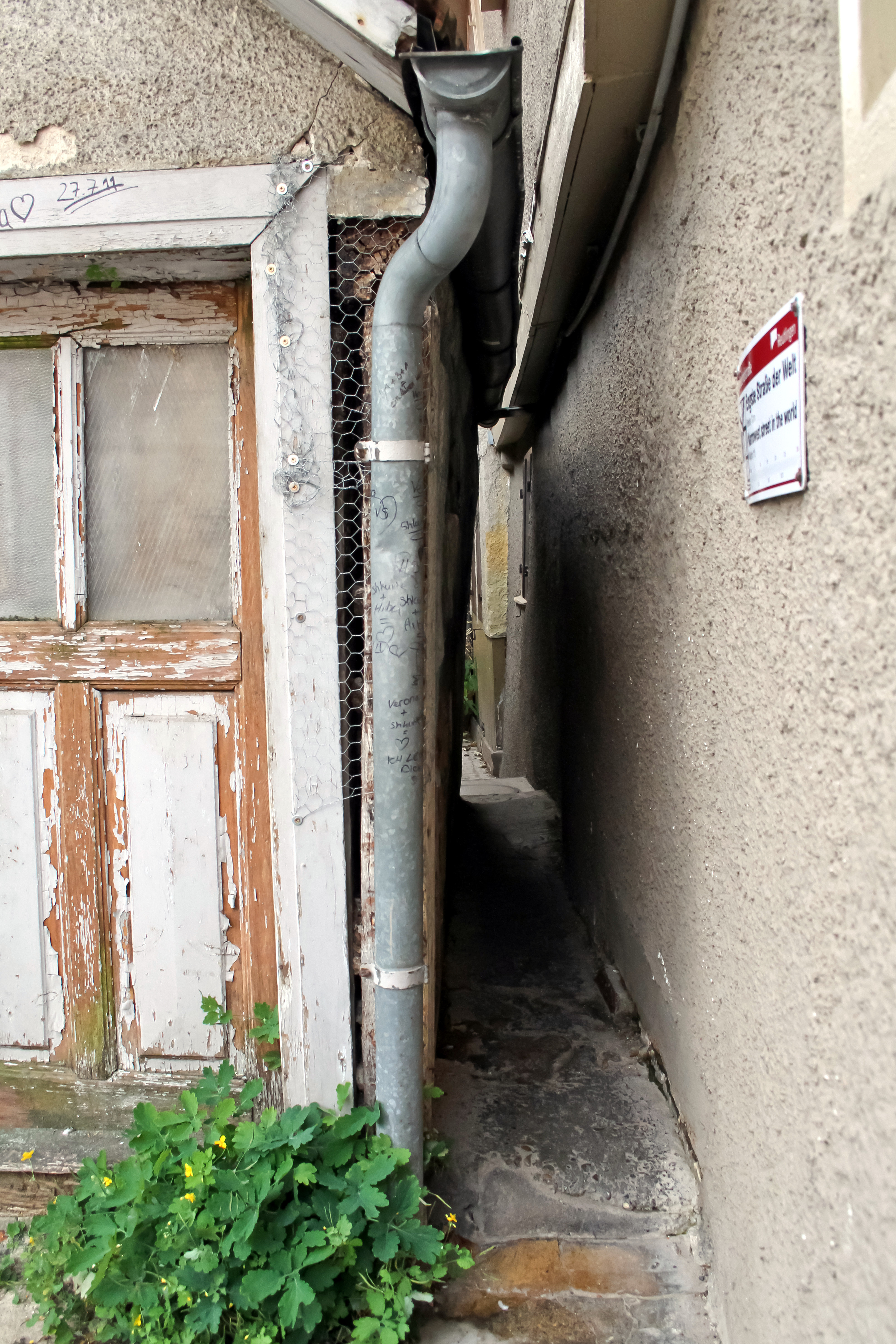
Nhìn qua đường với bảng kỷ lục thế giới

Spreuerhofstraße là một con hẻm trong khu phố cổ của thành phố Reutlingen, Đức. Nó chỉ dài 50 mét, có chiều rộng trung bình là 40 cm, điểm hẹp nhất rộng 31 cm và rộng nhất là 50 cm. Hẻm này được Sách kỷ lục Guinness, chọn là "con đường hẹp nhất trên thế giới".
Hẻm này được xây dựng vào năm 1727 trong các nỗ lực tái thiết sau khi khu vực này bị phá hủy hoàn toàn trong trận hỏa hoạn toàn thành năm 1726 và vì nằm trong đất thành phố nên chính thức được liệt kê trong Văn phòng Đăng ký Đất đai là Đường phố số 77.

## Linh tinh

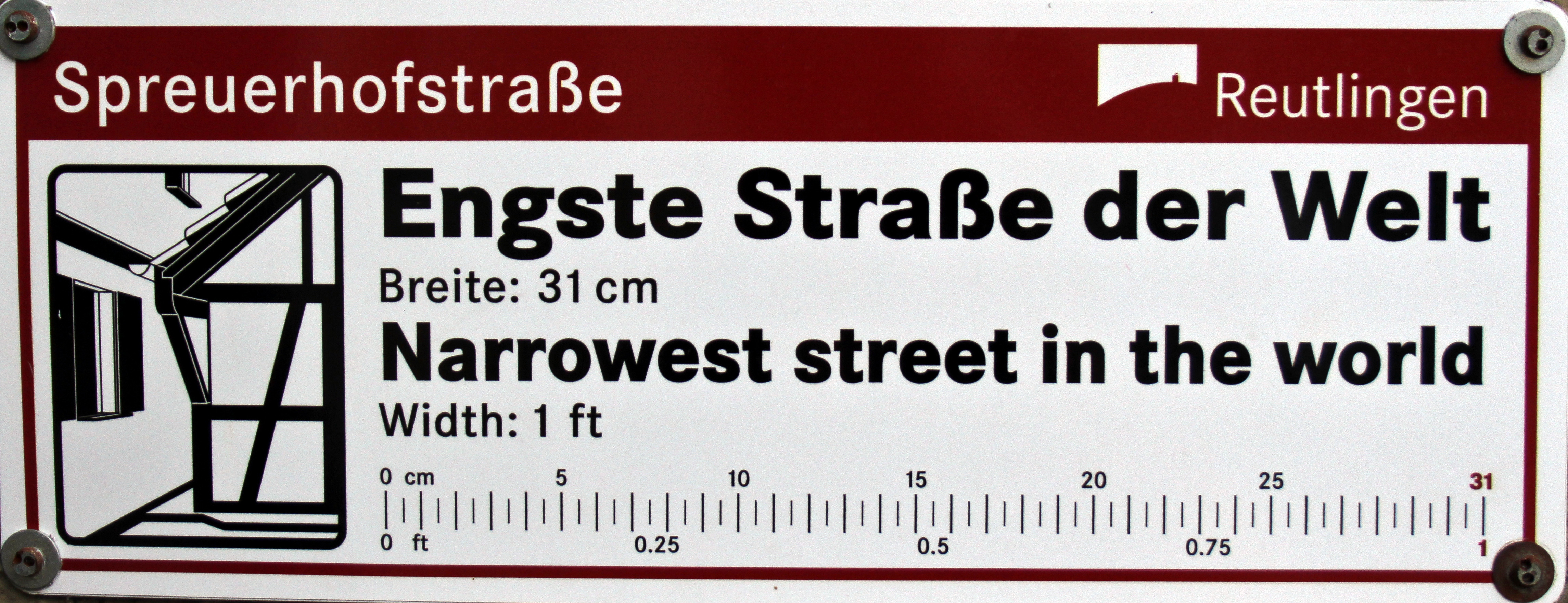
Bảng hướng dẫn với dấu ấn đặc biệt

Sau khi hơn 20 bảng chỉ đường, có ghi về kỷ lục con đường hẹp nhất, bị đánh cắp, bảng này bây giờ được gắn với các dấu ấn đặc biệt thay vì các con ốc đơn giản như trước.